# Sopotnica (dopływ Hronu)
Sopotnica – potok, dopływ Hronu na Słowacji. Jest ciekiem III rzędu.
Sopotnica ma źródła w górnej części Doliny Sopotnickiej (Sopotnická dolina), po południowej stronie łańcucha Niżnych Tatr. Najwyżej położony ciek źródłowy wypływa na wysokości 1586 m n.p.m. w dolinie wciosowej między południowo-wschodnimi stokami Wielkiej Chochuli (Veľká Chochuľa, 1753 m) i południowymi stokami szczytu Košarisko (1695 m). Długość Sopotnicy w obrębie Doliny Sopotnickiej wynosi 10 km, po jej opuszczeniu potok spływa jeszcze przez 2,6 km przez Kotlinę Lopejską i w miejscowości Brusno, na wysokości 411 m n.p.m. uchodzi do Hronu jako jego prawy dopływ. Łączna długość Sopotnicy wynosi 12,6 km, średni spadek 91,8‰. Powierzchnia zlewni 24,3 km² – jest to powierzchnia geograficzna, faktyczna powierzchnia hydrologiczna jest większa.
Największe dopływy to: Sopotnička, Javorinka, Studenec (prawostronny) i Ramžené (lewostronny). W obrębie Niżnych Tatr powierzchnia zlewni Sopotnicy jest asymetryczna: prawobrzeżna wynosi 12,6 km², lewobrzeżna 4,9 km².